# فرماندهی حفاظت سپاه پاسداران انقلاب اسلامی
فرماندهی حفاظت سپاه پاسداران انقلاب اسلامی یکی از سازمان‌های سپاه پاسداران انقلاب اسلامی است که به انجام وظایف حفاظتی و امنیتی می‌پردازد. هم‌اکنون سرتیپ پاسدار فتح‌الله جمیری از فروردین ۱۳۹۸ فرماندهی حفاظت سپاه را برعهده دارد که جایگزین علی نصیری شد. این سازمان، که بعضاً تحت عنوان سپاه حفاظت هم از آن نام برده می‌شود، وظیفه حفاظت از شخصیت‌ها و اماکن حساس و نیز تأمین امنیت پروازها را برعهده دارد.
این سازمان، بعد از انتخابات ۱۳۸۸ و تغییرات ساختاری سپاه پاسداران و از تجمیع سپاه حفاظت هواپیمایی، سپاه حفاظت ولی‌امر و سپاه حفاظت انصارالمهدی تشکیل شد که فرمانده پیشین آن علی‌اصغر گرجی‌زاده بود.